# Abu Hamid al-Gharnati
Abu Hamid al-Gharnati (Granada, 1080 – Damasco, 1170) è stato un viaggiatore spagnolo.
Viaggiò nei paesi settentrionali attorno al Mar Caspio, nella Russia meridionale, sul Volga, in Siberia, a Kiev e in Ungheria.
A lui si deve una descrizione di Roma fortemente filtrata dal punto di vista islamico.